# Tinotenda Matiyenga
Tinotenda Matiyenga (* 6. Juli 1999 in Harare) ist ein simbabwischer Leichtathlet, der sich auf den Sprint spezialisiert hat.

## Sportliche Laufbahn
Erste internationale Erfahrungen sammelte Tinotenda Matiyenga im Jahr 2015, als er bei den Juniorenafrikameisterschaften in Addis Abeba mit 22,24 s in der ersten Runde im 200-Meter-Lauf ausschied und auch mit der simbabwischen 4-mal-100-Meter-Staffel mit 42,49 s den Finaleinzug verpasste. Anschließend kam er bei den Jugendweltmeisterschaften in Cali mit 21,93 s nicht über den Vorlauf über 200 Meter hinaus. 2017 gewann er bei den Juniorenafrikameisterschaften in Tlemcen in 10,50 s die Silbermedaille im 100-Meter-Lauf und sicherte sich in 21,14 s die Bronzemedaille über 200 Meter. Zudem siegte er mit der Staffel in 40,64 s. Anschließend zog er in die Vereinigten Staaten und studiert dort an der Texas Christian University. 2022 startete er bei den Weltmeisterschaften in Eugene und schied dort mit 20,72 s in der ersten Runde aus.

## Bestleistungen
- 100 Meter: 10,19 s (+1,9 m/s), 26. Mai 2021 in College Station
  - 60 Meter (Halle): 6,66 s, 27. Februar 2021 in Lubbock
- 200 Meter: 20,58 s (+0,8 m/s), 15. April 2022 in Gainesville
  - 200 Meter (Halle): 20,69 s, 4. Februar 2022 in Albuquerque (simbabwischer Rekord)